# 网脉唐松草
网脉唐松草（学名：Thalictrum reticulatum），为毛茛科唐松草属下的一个植物种。